# Палата представителей (Белиз)
Палата представителей (англ. House of Representatives) — нижняя палата парламента Белиза. Была организована после принятия Конституции 1981 года.

## Состав
Депутаты избираются по мажоритарной системе в избирательных округах.
Изначально в Палате представителей было 18 мест, количество мест было увеличено до 28 в 1984, до 29 — в 1993, и до 31 в 2008. Последние выборы прошли 11 декабря 2020 года.